# François-Othon de Brunswick-Lunebourg
François-Othon (20 juin 1530 – 29 avril 1559) est duc de Brunswick-Lunebourg de 1555 à sa mort.
Il est le fils aîné du duc Ernest « le Confesseur ». Lorsque son père meurt, en 1546, il est trop jeune pour lui succéder directement, et c'est un conseil de régence qui gouverne la principauté de Lunebourg jusqu'à sa majorité. Il épouse en 1559 Élisabeth-Madeleine de Brandebourg (1537-1595), fille de l'électeur Joachim II Hector de Brandebourg, mais il meurt de la variole la même année. Ses deux frères cadets Henri et Guillaume lui succèdent.